# Scherma ai Giochi della XV Olimpiade
La scherma alle Olimpiadi estive del 1952 fu rappresentata da sette eventi.

## Eventi
| Arma     | Uomini      | Uomini    | Donne       | Donne     | Totale |
| Arma     | Individuale | A squadre | Individuale | A squadre | Totale |
| -------- | ----------- | --------- | ----------- | --------- | ------ |
| Spada    | ■           | ■         | N/D         | N/D       | 2      |
| Fioretto | ■           | ■         | ■           | N/D       | 3      |
| Sciabola | ■           | ■         | N/D         | N/D       | 2      |
| Totale   | 3           | 3         | 1           | 0         | 7      |

## Podi

### Uomini
| Evento                          | Oro | Argento | Bronzo                                                                                                   |
| Spada                           | | | |
| Spada individuale (dettagli)    | Edoardo Mangiarotti                                                                                            | Dario Mangiarotti                                                                                            | Oswald Zappelli                                                                                          |
| Spada a squadre (dettagli)      | Italia Edoardo Mangiarotti Dario Mangiarotti Giuseppe Delfino Carlo Pavesi Franco Bertinetti Roberto Battaglia | Svezia Per Carleson Carl Forssell Bengt Ljungquist Berndt-Otto Rehbinder Sven Fahlman Lennart Magnusson      | Svizzera Otto Rüfenacht Paul Meister Oswald Zappelli Paul Barth Willy Fitting Mario Valota               |
| Fioretto                        | | | |
| Fioretto individuale (dettagli) | Christian d'Oriola                                                                                             | Edoardo Mangiarotti                                                                                          | Manlio Di Rosa                                                                                           |
| Fioretto a squadre (dettagli)   | Francia Claude Netter Jéhan Buhan Jacques Lataste Jacques Noël Christian d'Oriola Adrien Rommel                | Italia Edoardo Mangiarotti Manlio Di Rosa Giancarlo Bergamini Antonio Spallino Giorgio Pellini Renzo Nostini | Ungheria Endre Tilli Aladár Gerevich Endre Palócz Lajos Maszlay Tibor Berczelly József Sákovics          |
| Sciabola                        | | | |
| Sciabola individuale (dettagli) | Pál Kovács | Aladár Gerevich                                                                                              | Tibor Berczelly                                                                                          |
| Sciabola a squadre (dettagli)   | Ungheria Aladár Gerevich Tibor Berczelly Rudolf Kárpáti Pál Kovács László Rajcsányi Bertalan Papp              | Italia Vincenzo Pinton Renzo Nostini Gastone Darè Mauro Racca Roberto Ferrari Giorgio Pellini                | Francia Jacques Lefèvre Jean Laroyenne Maurice Piot Jean Levavasseur Bernard Morel Jean-François Tournon |

### Donne
| Evento                          | Oro          | Argento    | Bronzo         |
| Spada                           |              |            |                |
| Fioretto individuale (dettagli) | Irene Camber | Ilona Elek | Karen Lachmann |

## Medagliere
| Posizione | Paese     |   |   |   | Totale |
| --------- | --------- | - | - | - | ------ |
| 1         | Italia    | 3 | 4 | 1 | 8      |
| 2         | Ungheria  | 2 | 2 | 2 | 6      |
| 3         | Francia   | 2 | 0 | 1 | 3      |
| 4         | Svezia    | 0 | 1 | 0 | 1      |
| 5         | Svizzera  | 0 | 0 | 2 | 2      |
| 6         | Danimarca | 0 | 0 | 1 | 1      |
| Totale    | Totale    | 7 | 7 | 7 | 21     |